# 39 Serpentis
39 Serpentis (39 Ser / HD 142267 / HR 5911) es una estrella de magnitud aparente +6,62 situada en la constelación de Serpens, concretamente en Serpens Caput, la cabeza de la serpiente.
Se encuentra a 57 años luz de distancia del sistema solar.
Es una enana amarilla de tipo espectral G0V cuyas características físicas son similares a las del Sol. La constelación de Serpens también contiene a λ Serpentis y ψ Serpentis, dos estrellas semejantes.
39 Serpentis tiene una temperatura efectiva de 5756 K y un diámetro aproximadamente un 10% más grande que el diámetro solar.
Su velocidad de rotación proyectada es de 2 km/s y completa una vuelta sobre sí misma cada 16 días.
No se ha detectado exceso en el infrarrojo ni a 24 μm ni a 70 μm, lo que en principio descarta la presencia de un disco de polvo a su alrededor.
Es una estrella menos masiva que el Sol cuya masa es igual a 0,88 masas solares.
No existe unanimidad en cuanto a su edad; comprendida dentro del amplio margen que va de 3.100 a 13.500 millones de años, un estudio señala como edad más probable 3.240 millones de años mientras que otro señala una edad mucho mayor, 8.600 millones de años.
Su cinemática corresponde a la de una estrella del disco fino.
A pesar de las semejanzas con el Sol, 39 Serpentis no puede ser considerada un análogo solar dado que tiene un contenido de hierro notablemente inferior, que según la fuente consultada varía entre el 37% y el 45% del observado en el Sol.
Otros elementos evaluados tales como sodio, silicio, magnesio y calcio muestran igual tendencia.
En cuanto a su abundancia de litio, esta puede ser comparable a la del Sol (logє[Li] < 1,2).
39 Serpentis presenta emisión de rayos X y es una binaria espectroscópica con un período orbital de 138,6 días.
La órbita parece ser notablemente excéntrica (ε = 0,5).